# Sisters Are Doin’ It for Themselves
Sisters Are Doin’ It for Themselves ist ein Contemporary-R&B-Lied, das von den Mitgliedern des britischen Pop-Duos Eurythmics Dave Stewart und Annie Lennox geschrieben wurde. Es handelt sich um ein Gesangsduett von Annie Lennox und Aretha Franklin und wurde sowohl von den Eurythmics als auch von Aretha Franklin auf deren 1985er Alben veröffentlicht.

## Entstehung
Das von Annie Lennox und Dave Stewart geschriebene Lied war ursprünglich als Duett mit Tina Turner gedacht. Diese hielt den Liedtext allerdings für zu gewagt, die feministische Botschaft passte ihrer Meinung nicht zu ihrem neu gewonnenen Image. Deshalb lehnte sie die Anfrage ab und die Eurythmics fragten Aretha Franklin an. Auch diese hatte Probleme mit dem deftigen Text, woraufhin Lennox den Text überarbeitete und allzu derbe Passagen entschärfte. Für die Aufnahme des Liedes flogen die Eurythmics nach Detroit, wo Franklin lebte. Die Beziehung zwischen den Eurythmics und Aretha Franklin war rein geschäftlich, wurde aber für Pressezwecke als harmonisch dargestellt. Beide Künstler zollten einander in offiziellen Presseerklärungen Respekt, wiesen aber auch darauf hin, dass ihre musikalischen Ansichten verschieden sind. Es gab sowohl während der Aufnahmen als auch beim Dreh des Musikvideos persönliche Differenzen zwischen Annie Lennox und Aretha Franklin.
An den Aufnahmen zum Lied wirkten Musiker von Tom Petty & the Heartbreakers mit: Mike Campbell (Leadgitarre), Stan Lynch (Schlagzeug) und Benmont Tench (Tasteninstrumente). Der Gospel-Chor stammt von den Charles Williams Singers.

## Veröffentlichung
Das Lied war zunächst in einer 5:54 Minuten langen Fassung sowohl auf dem Eurythmics-Album Be Yourself Tonight (April 1985) und auf dem Aretha-Franklin-Album Who’s Zoomin’ Who? (Juli 1985) enthalten. Die Single erschien Ende Oktober 1985 zunächst mit einer auf 4:30 Minuten gekürzten Radiofassung, auf der B-Seite befand sich I Love You Like a Ball and Chain von den Eurythmics. Die Single war mit vier verschiedenen Plattencovern versehen, die jeweils Schwarzweißfotos von Frauen in verschiedenen beruflichen Situationen zeigten: eine Rennfahrerin, eine Soldatin, eine Sekretärin und drei kichernde Arbeiterinnen. Weiterhin erschien eine Maxi-Single mit der Albumversion und einer 7:56 Minuten langen Extended Version. 1996 war das Lied Teil des Soundtracks zu dem Film Der Club der Teufelinnen.

## Musikvideo
Das Musikvideo wurde in der Detroit Music Hall aufgenommen. Es ist mit Clips aus alten Schwarz-Weiß-Filmen vermischt, darunter Nur ein Hauch Glückseligkeit aus dem Jahr 1962.

## Rezeption
Das Lied wird als „Frauenhymne“ bezeichnet, es „zelebriert die weibliche Unabhängigkeit und Stärke“. Stewart Mason von Allmusic hält das Lied für das mit Abstand schwächste des Albums Be Yourself Tonight. Annie Lennox’ Gesang passe nicht zu dem von Aretha Franklin, und auch Franklin habe sich mit dem Lied keinen Gefallen getan. Mason bemängelt zudem die Ausdruckslosigkeit der Melodie und der Produktion, das Lied wirke vermurkst.